# Arachnactis albida
Espèce
Arachnactis albida est une espèce de cnidaires de la famille des Arachnactidae.

## Systématique
Le nom valide complet (avec auteur) de ce taxon est Arachnactis albida Sars, 1846.